# Episode Six
Episode Six war eine britische Rock-Band, deren Veröffentlichungen kommerziell weitgehend erfolglos waren. Durch die später bekannt gewordenen Mitglieder Ian Gillan und Roger Glover erlangte die Band nach deren Auflösung vor allem bei Anhängern von Deep Purple Kultstatus.

## Bandgeschichte
Schon früh begann sich Roger Glover für Musik zu interessieren. In der Harrow County School lernte er seine ersten Mitstreiter kennen, mit denen er in den frühen 1960ern The Madisons gründete, die um 1962 mit The Lightnings fusionierten. Im Oktober 1963 benannte sich die Band in Episode Six um. Aus den Anfangstagen der Madisons waren Glover am Bass, der Gitarrist Tony Lander und der Schlagzeuger Harvey Shield übrig geblieben. Durch den Sänger Andy Ross, Graham Carter an der Gitarre sowie der Sängerin und Keyboarderin Sheila Carter-Dimmock aus den früheren Lightnings wurde die Formation komplettiert. Im Mai 1965 wurde Andy Ross durch Ian Gillan ersetzt.
Sie probten zweimal wöchentlich im Haus der Familie Carter, aber ohne Verstärker, und Sheilas Vater drängte sie zu Liveauftritten. Dabei kleideten sie sich in feine weiße Hemden und mit Lederwesten im „Beatles-Stil“.
1966 veröffentlichte die Band vier Singles, die keine Verkaufserfolge wurden, aber einen gewissen Bekanntheitsgrad der Gruppe zur Folge hatten. So wurde die Band von Radio London zu einem großen Open-Air-Festival im Mai 1966 gemeinsam mit David Bowie eingeladen. Im September 1966 gingen sie mit Dusty Springfield auf Tour und hatten im Herbst des Jahres wöchentliche Auftritte im Marquee Club in London. Im November des Jahres erschien mit I Will Warm Your Heart die erste Solosingle von Sheila Carter-Dimmock. Das Jahr wurde mit einem längeren Aufenthalt in Beirut beschlossen, und die Band belegte in der Hitparade des Landes Libanon zeitgleich mehrere Positionen.
1967 verließ Harvey Shield aus gesundheitlichen Gründen die Band, nachdem diese vier Wochen durch Deutschland getourt war. Ersetzt wurde er durch John Kerrison, der bereits früher mit dem Bassisten Nick Simper in einer Gruppe spielte. Kerrison wurde jedoch im Sommer 1968 wieder gefeuert, und für ihn kam Mick Underwood, der früher bei den Outlaws, der Begleitband des deutschstämmigen Sängers Heinz, getrommelt hatte.
Bis Mitte 1969 kamen weitere fünf Singles von Episode Six auf den Markt, die letzten beiden bei Chapter One. Auch mit den weiteren Veröffentlichungen und mehreren Wechseln in der Bandbesetzung stellte sich der Erfolg nicht ein. Im Juni 1969 sahen Ritchie Blackmore und Jon Lord Episode Six live in London und boten Ian Gillan einen Job bei Deep Purple an. Roger Glover, der zunächst bei einer Studiosession mitwirkte, wurde ebenfalls gebeten, mitzuwirken, und später bildeten sie mit Ian Paice die Mark II-genannte Besetzung.
Die Veröffentlichungen von Episode Six waren allesamt sehr unterschiedlich. Ihr Debütsingle, Put Yourself in my Place (noch bei Pye Records veröffentlicht), war ein Titel der Hollies und erschien Anfang 1966. Ihre zweite Veröffentlichung I Hear a Trumpet war eine Ballade und stammte im Original von The Tokens. Die B-Seite der dritten Single Mighty Morris Ten erschien im Surfsound, wie ihn die Beach Boys oder die Hondells praktizierten und war eine der wenigen Aufnahmen dieser Art, die jemals in Großbritannien aufgenommen wurde. Love-Hate-Revenge, die nächste Single, war dagegen ein Folkrock-Titel. Morning Dew war eine Folkrock-Ballade, die von Bonnie Dobson stammt und später vielfach von anderen Sängern und Bands übernommen wurde (unter anderem The Grateful Dead, Nazareth oder Robert Plant).

## Mitglieder (in wechselnden Besetzungen)
- Roger Glover (Bassgitarre) 1964–1968
- Ian Gillan (Gesang) 1965–1968
- Graham Carter (Gesang, Gitarre) 1964–1969
- Sheila Carter-Dimmock (Gesang, Keyboard) 1964–1974
- Harvey Shield (Schlagzeug) 1964–1967
- Mick Underwood (Schlagzeug) 1968–1972
- Tony Lander (Gitarre) 1964–1974
- John Kerrison (Schlagzeug) 1967–1968
- John Gustafson (Bassgitarre, Gesang) 1969–1972
- Tony Dangerfield (Bassgitarre) 1972–1974
- Dave Lawson (Schlagzeug) 1972–1974

### Weitere Karrieren
John Gustafson, der schon von 1967 bis 1969 bei den Merseybeats gespielt hatte, spielte später gemeinsam mit Mick Underwood bei Quatermass und gehörte zur Anfangsformation von Roxy Music. Underwood wurde später Mitglied bei Gillan. Tony Dangerfield gehörte zeitweise zur Begleitband von Screaming Lord Sutch, bei dem schon Ritchie Blackmore als Berufsmusiker begonnen hatte. Dave Lawson, der zuvor auch mal bei den Shadows getrommelt hatte, arbeitete unter anderem mit Dave Greenslade zusammen.

## Diskografie

### Singles
- Put Yourself in my Place / That’s All I Want (Pye 7n 17018), 21. Januar 1966
- I Hear Trumpets Blow / True Love is Funny (Pye 7n 171 10), 29. April 1966
- Here, There And Everywhere / Mighty Morris Ten (D-Pye HT 300020), 19. August 1966
- Love Hate Revenge / Baby Baby Baby (Pye 7n 172 44), 3. Februar 1967
- Morning Dew / Sunshine Girl (D-Pye HT 300118), 9. Juni 1967
- I Can Cee Through You / When I Fall in Love (D-Pye HT 300139), 6. Oktober 1967
- Little One / Wide Smiles (MGM 1409), 3. Mai 1968
- Lucky Sunday / Mr. Universe (D-Chapter One 103), 3. Mai 1968
- Mozart Versus the Rest / Jack D’or (D-Chapter One 104), 14. Februar 1969

### Alben (Kompilationen)
- Put Yourself in My Place (1987)
- The Complete Episode Six: The Roots of Deep Purple (1991)
- BBC Radio 1 Live 1998/1969 (1997)
- Pre Purple People (2001)
- Cornflakes and Crazyfoam (2002)
- Love, Hate, Revenge (2005)